# Сульфид кремния(II)
Сульфи́д кре́мния(II) (или моносульфи́д кре́мния) — бинарное неорганическое соединение 
кремния и серы с формулой SiS,
жёлтое аморфное вещество,
гидролизуется водой.

## Получение
- Сплавление кремния и серы:

{\displaystyle {\mathsf {Si+S\ {\xrightarrow {650-700^{o}C}}\ SiS}}}
продукты реакции очищают сублимацией в вакууме.

## Физические свойства
Сульфид кремния(II) образует жёлтое аморфное вещество,
разлагается в присутствии следов влаги.

## Химические свойства
- Диспропорционирует при нагревании, образуя дисульфид кремния и кремний:

{\displaystyle {\mathsf {2SiS\ {\xrightarrow {650^{o}C}}\ SiS_{2}+Si}}}